# Frank Schulz (Fußballspieler)
Frank Schulz (* 18. Februar 1961 in Remscheid) ist ein ehemaliger deutscher Fußballspieler und -trainer.

## Karriere
Der im Mittelfeld spielende Schulz begann seine Bundesligakarriere beim VfL Bochum; VfL-Trainer Rolf Schafstall holte den torgefährlichen Oberligaspieler im Sommer 1983 von Westfalia Herne. In den folgenden vier Jahren etablierte Frank Schulz sich schnell als einer der torgefährlichsten Mittelfeldspieler der Bundesliga, der im Schnitt etwa jedes vierte Spiel traf. Diesen Schnitt hielt er auch in seiner ersten Saison bei Eintracht Frankfurt. Von Saisonbeginn an als Stammspieler gesetzt, traf er bereits in seinem ersten Spiel für die Eintracht in Kaiserslautern und erzielte den Anschlusstreffer beim 2:2. Es sollte nicht das letzte spielentscheidende Tor von Frank Schulz für die Mannschaft vom Riederwald sein. Am Ende der Saison spielte er schließlich im Pokalfinale gegen seinen ehemaligen Club VfL Bochum. Frank Schulz hatte entscheidenden Anteil an diesem Titelgewinn, nicht zuletzt wegen seiner beiden Tore in der 1. Runde gegen den FC Schalke 04 und im Halbfinale in Bremen, als er das goldene Tor zum 0:1-Endstand erzielte und mit einem der wenigen Konter der Eintracht an diesem Abend den Weg nach Berlin zum Finale ebnete. In der Folgesaison kam Frank Schulz im Europokal der Pokalsieger zu seinen beiden einzigen Europacup-Auftritten jeweils gegen Sakaryaspor, wobei er im Rückspiel ein Tor schoss. Erst zum Ende dieser Saison hatte sich Frank Schulz seinen Stammplatz in der Startformation zurück erkämpft. Schließlich gelang ihm in seinem letzten Pflichtspiel für die Eintracht der entscheidende Treffer in der Relegation gegen den 1. FC Saarbrücken, der den Frankfurtern den Verbleib in der Bundesliga sicherte.
Nach einem kurzen Gastspiel beim Zweitligisten VfL Osnabrück wurde Frank Schulz 1990 von Borussia Mönchengladbach verpflichtet. Sein Volley-Tor beim Mönchengladbacher 5:2-Auswärtssieg in Leverkusen wurde im Mai 1991 zum Tor des Monats gewählt. Mit der Borussia erreichte Schulz zudem das Finale im DFB-Pokal 1991/92. Seine Profi-Karriere musste er 1993 nach einer Verletzung beenden und wechselte zum Oberligisten Alemannia Aachen. Mit der Alemannia erreichte er noch einmal die Vizemeisterschaft und stieg in die Regionalliga West/Südwest auf.
Nach seiner aktiven Spielerlaufbahn übernahm er bei diversen Vereinen eine Trainertätigkeit. Unter anderem war er fünf Jahre lang von 2003 bis 2008 Trainer bei seinem Heimatverein Westfalia Herne, mit dem er 2006 auch den Westfalenpokal gewann. Vom 1. April 2010 bis zum 25. Oktober 2011 war er Trainer des NRW-Ligisten SSVg Velbert.
Im Februar 2012 übernahm Schulz den Trainerposten beim seinerzeitigen Landesligisten VfB Waltrop.
Von Juli 2016 bis Ende Juni 2020 übernahm er den Trainerposten beim SV Gescher. Vom 1. Juli 2020 bis 25. Oktober 2021 war er Trainer beim SC Reken 24/15.

## Statistik

### Spiele
- 213 Spiele in der 1. Bundesliga
- 31 Spiele in der 2. Bundesliga

### Tore
- 44 Tore in der 1. Bundesliga
- 5 Tore in der 2. Bundesliga

## Erfolge als Spieler
- 1 × Deutscher Pokalsieger 1988 mit Eintracht Frankfurt
- 1 × DFB-Pokal-Finalist 1992 mit Borussia Mönchengladbach

## Erfolge als Trainer
- Westfalen-Pokalsieger 2005/06 und Qualifikation zur 1. Runde DFB-Pokal 2006/07